# 東京電力に関する経営・財務調査委員会
- 原子力事故 > 福島第一原子力発電所事故 > 東京電力に関する経営・財務調査委員会

東京電力に関する経営・財務調査委員会（とうきょうでんりょくにかんするけいえい・ざいむちょうさいいんかい）は、東京電力福島原子力発電所事故に係る原子力損害の賠償に関して、日本国政府が東京電力株式会社を支援するにあたり「東京電力の厳正な資産評価と徹底した経費の見直しのため、経営・財務の調査を行い、その調査を政府の東京電力に対する支援に活用する」ことを目的として、内閣官房に設置される委員会。2011年5月24日の閣議により開催が決定された。企業の財務・経営に関し識見を有する者により構成し、原子力経済被害担当大臣が開催する。

## 委員
- 引頭麻実 - 株式会社大和総研執行役員
- 葛西敬之 - 東海旅客鉄道株式会社代表取締役会長
- 下河辺和彦 （委員長） - 弁護士
- 松村敏弘 - 東京大学社会科学研究所教授
- 吉川廣和 - DOWAホールディングス株式会社代表取締役会長

当委員会の全ての委員が原子力損害賠償支援機構の運営委員に就任している。

## 開催状況
- 第1回 2011年6月16日
- 第2回 2011年6月24日